# Амфотер
Амфоте́р (дав.-гр. Ἀμφότερος) — персонаж давньогрецької міфології син німфи Каллірої, дочки річкового бога Ахелоя, і Алкмеона, онук фіванського героя-віщуна Амфіарая.
Коли Алкмеона підступно вбили сини царя Фегея, бо він хотів вернути те, що йому належало — намисто і пеплос Гармонії. Калліроя вмовила Зевса здійснити так, аби її сини Амфотер і Акарнан, які ще були немовлятами, виросли за одну ніч і помстилися вбивцям свого батька. Зевс перетворив дітей Каллірої в дорослих чоловіків. Брати взялися за зброю і вбили не тільки вбивць свого батька, але й самого царя Фегея і його дружину, забрали в них намисто і пеплос. Самі Акарнан і Амфотер знайшли притулок в Тегеї, присвятили дельфійського храму Аполлона намисто і пеплос, що стали причиною смерті Алкмеона і прокляття роду Амфіарая. Намисто і пеплос пізніше викрали з храму ватажки священної війни, щоб подарувати дружинам. За іншою версією, їх забрав собі фокійскій розбійник. Згодом Амфотер з братом переїхали до Епіру, об'єднали переселенців і заснували міста в Акарнанії.